# 地球防衛軍
《地球防衛軍》（日语：ちきゅうぼうえいぐん）是于1957年公映的日本東寶株式會社拍攝的一部科幻電影，原作為作家丘美丈二郎。類似於前一年公映的《飛碟恐怖襲擊（空飛ぶ円盤恐怖の襲撃）》，此片提及外星人。但與此不同的是片中出現了巨大的機器人，以及世界首創的外星人與地球人結婚的情節。
該片是東寶第一部使用TohoScope和Perspecta立體聲技術拍攝的特攝片。

## 劇情
火星和木星間的第五惑星人米斯提利安遊星人（ミステリアン）因核子戰爭的緣故四處流浪，依靠著宇宙基地暫住，因為他們所生的都是畸形兒，所以他們想利用與地球女子交配生產出正常的嬰兒。富士山下正在舉行慶典，但是歡喜的氣氛卻被一場莫名的森林大火給破壞了，其中渥美讓治的朋友白石亮一也突然失蹤，白石亮一原本從事於天體研究，他所發表對米斯提利安星人的報告沒有被科學界接受，這時突然出現了巨大機器人摩傑拉，摩傑拉發射死光破壞了城市，因此全村民眾大逃亡，另一方面安達博士觀察天體時發現疑似飛碟的東西從月球出現。不久後富士山突然出現類似巨蛋的建築物，原來那就是米斯提利安星人的地球基地，米斯提利安星人的統治官和日本政府談條件，要求日本政府提供方圓半徑三公里的土地給他們居住，但日本政府拒絕，米斯提利安星人遂之大舉攻入地球，所以聯合國決定聯合組成「地球防衛軍」，和米斯提利安星人展開空前絕後的大攻防作戰。

## 演員
- 渥美讓治：佐原健二
- 白石亮一：平田昭彥
- 白石江津子：白川由美
- 岩本廣子：河內桃子
- ミステリアン統領：土屋嘉男
- 安達謙治郎博士：志村喬
- 森田防衛軍司令：藤田進
- 關隊長：伊藤久哉
- 山本二尉：中丸忠雄
- 米斯托伊斯/防衛隊幹部/防衛隊員/摩傑拉：中島春雄
- 摩傑拉：手塚勝巳
- 伊梅爾曼博士：哈樂德.康韋

## 製作人員
- 監製：田中友幸
- 導演：本多豬四郎
- 特技導演：圓谷英二
- 編劇：木村武
- 音樂：伊福部昭
- 攝影：小泉一